# Carl Tvermoes
Carl Madsenius Wilhelm Tvermoes (23. juni 1830 i København – 3. april 1898 sammesteds) var en dansk officer og politiker.

## Uddannelse
Han var søn af hørkræmmer Carl Friderich Ferdinand Tvermoes (1799-1843) og Juliane Wilhelmine Grundtvig (1803-1884), blev kadet 1843, 1848 sekondløjtnant i fodfolket (anciennitet fra 1847), deltog i Treårskrigen og gjorde sig især heldigt bemærket i slaget ved Isted 1850, blev 1849 karakteriseret og året efter virkelig premierløjtnant. Tvermoes gennemgik så Den kongelige militære Højskole 1851-55 og kom til Generalstaben.

## Karriere
Carl Tvermoes forrettede herefter i mange år tjeneste i forskellige stabe, ledede 1858-61 militære rekognosceringer i Holsten, var 1864 først souschef ved 3., derefter stabschef ved 2. division, blev 1858 kaptajn af 2. klasse og 1863 af 1. klasse og chef for krigsføringsdepotet 1867-70. 1870 blev han oberst og chef for Generalstabens taktiske Afdeling. 1879 blev han bataljonschef, 1880 regimentschef, 1885 generalmajor og brigadechef, 1887 generalinspektør for fodfolket og slutteligt 1891 generalløjtnant og chef for 1. Generalkommando. Tvermoes fik afsked efter ansøgning og langvarig sygdom 1894.
Tvermoes blev beundret af sine samtidige, besad stor ro og sikker dømmekraft og var dertil dannet og vidende. Han fik iværksat ordningen af krigsarkivets materiale for en officiel fremstilling af Treårskrigen og nåede selv at udarbejde de første bind af dette grundige arbejde. Han var formand for eller medlem af vigtige kommissioner, bl.a. 1888 om indførelse af et magasingevær.
Han blev Ridder af Dannebrogordenen 1850, Dannebrogsmand 1864, Kommandør af 2. grad 1877 og af 1. grad 1879 og fik Storkorset 1892.

## Politiker
Under pseudonymet "Spectatores" udarbejdede Tvermoes 1865 et skrift Tilbagetoget fra Dannevirke, en skarp polemik mod major Wilhelm Kauffmanns pjece og angreb på overkommandoen, men på opfordring fra flere sider undlod han at offentliggøre dette indlæg.
Carl Tvermoes blev 1872 valgt til Folketinget for Højre i Københavns 3. kreds, som han beholdt, til han 1892 trak sig tilbage fra politik. Da han blev valgt, var en revision af forsvarslovene nært forestående. Som formand for Højres valgkomité for København efter rigsdagsopløsningen 1873 demonstrerede Tvermoes klare organisatoriske evner.
I begyndelsen talte han kun sjældent i tinget. Senere tog han i stigende grad ordet, navnlig når militære sager behandledes, men også på andre områder, altid grundigt forberedt. Han udtrykte sig med lethed, smagfuldt, behersket og ofte med vid. Tvermoes lagde en påskønnet indsats i vigtige udvalg, både om militære og andre forhold (jernbanesager, lønningslove, post- og telegrafvæsen m.m.), og ved sin grundighed og sine mangesidige kundskaber, sin klare forstand, elskværdighed og ligefremhed blev han en indflydelsesrig person. Tvermoes var dermed en ressourcestærk politiker for sit parti, men han var kritisk over for at koncentrere forsvarspolitikken i Københavns Befæstning på bekostning af resten af landet. Han blev gentagne gange nævnt som mulig krigsminister, men hans særstandpunkter gjorde ham ikke til favorit.

## Ægteskab
Tvermoes blev gift 27. april 1861 i Reformert Kirke med Anna Petra Henriette von Munthe af Morgenstierne (18. maj 1832 i København - 26. maj 1926 sammesteds), datter af legationssekretær, kammerjunker, senere chargé d'affaires, gehejmelegationsråd, kammerherre Jacob Wilhelm von Munthe af Morgenstierne (1788-1859) og Cornelia Catharina Margarethe de Man (1799-1889).
Han er begravet på Frederiksberg Ældre Kirkegård.
Tvermoes er afbildet på det satiriske litografi Danmarks Kort. To karikaturtegninger af Knud Gamborg 1890 (Det Nationalhistoriske Museum på Frederiksborg Slot). Xylografi signeret H. 1898. Portrætmaleri af Gabriel Jensen efter fotografi. Fotografier af P.C. Koch og andre (Det Kongelige Bibliotek).